# 第二韋塞萊
46°22′52″N 33°55′14″E / 46.38111°N 33.92056°E
第二韋塞萊（烏克蘭語：Веселе Друге）是位於烏克蘭南部的村莊，由赫爾松州卡霍夫卡區的新阿斯卡尼亞市鎮負責管轄。該村始建於1965年，面積10平方公里，海拔高度27米，2001年人口100，人口密度每平方公里10人。